# Quartetto pazzo
Pour plus de détails, voir Fiche technique et Distribution.
Quartetto pazzo est un film italien réalisé par Guido Salvini et sorti en 1945.
Il s'agit d'une adaptation de la pièce de théâtre homonyme d'Ernst Eklund.

## Synopsis
Elena invite Roberto, son ex-mari, dans sa maison de campagne dans le but de le reconquérir. L'invitation est également adressée à sa sœur, Monica, qui est accompagnée de Filippo, un de ses soupirants qui ne trouve jamais le courage de se déclarer. Ainsi naît un jeu d'escarmouches amoureuses et d'embrouilles sentimentales dont le majordome Alberto est le témoin impassible.

## Fiche technique
- Titre original italien : Quartetto pazzo[1]
- Réalisateur : Guido Salvini
- Scénario : Guido Salvini d'après la pièce homonyme d'Ernst Eklund
- Photographie : Anchise Brizzi, Ubaldo Arata, Augusto Tiezzi, Arturo Gallea
- Montage : Mario Serandrei
- Musique : Raffaele Gervasio
- Société de production : Società Anonima Finanziamento Industrie Cinematografiche / Italfilm
- Pays de production :  Royaume d'Italie
- Langue originale : italien
- Format : Noir et blanc - 1,37:1 - Son mono - 35 mm
- Durée : 70 minutes
- Genre : Comédie
- Dates de sortie :
  - Royaume d'Italie : 22 août 1945

## Distribution
- Gino Cervi : Roberto
- Anna Magnani : Elena
- Rina Morelli : Monica, la sœur d'Elena
- Paolo Stoppa : Filippo Osman
- Guglielmo Barnabò : Alberto, le majordome

## Production
Produit par la Società Anonima Finanziamento Industrie Cinematografiche, le film a été tourné presque entièrement en intérieur pendant l'occupation allemande de Rome. La photographie est signée par pas moins de quatre réalisateurs, tous connus et qui, en tournant à tour de rôle, étaient en pleine activité à Rome à l'époque et ont ainsi évité d'être transférés à Venise. En 1945, le film obtient le visa de censure no 66 le 18 juillet et sort en salles le 22 août.
Dans ce film, Anna Magnani est doublée (en version italienne originale) par Tina Lattanzi.